# Отакар IV
Отакар IV, Оттокар IV (нем. Ottokar IV.; 19 августа 1163—8 мая 1192) — маркграф с 1164 года и герцог с 1180 года Штирии. Из династии фон Траунгауер, последний правитель независимого штирийского государства. Отакар IV был сыном Отакара III, маркграфа Штирии, и Кунигунды Фобургской.
Отакар IV унаследовал штирийский престол в возрасте одного года и до его совершеннолетия страной управляла его мать Кунигунда. Она происходила из одного из баварских родов, близких к Вельфам, что предопределило ориентацию Штирии в 1160-х—1170-х годах на папу римского и её союз с Венгрией и Чехией против Австрии и Каринтии. В 1173—1174 годах произошло несколько приграничных конфликтов с австрийским и каринтийскими герцогствами, закончившихся довольно удачно для Штирии благодаря успешным действиям штирийской конницы.
В 1180 году, после смещения императором баварского герцога Генриха Льва, Штирия получила в лен Верхнюю Австрию и была объявлена герцогством. Возведение в статус герцогства означало юридическое закрепление независимости Штирии и уравнение её в правах с соседними государствами: герцогствами Австрия, Каринтия, Бавария.
В правление Отакара IV в Штирии бурно развивалось сельское хозяйство, горное дело, добыча соли. Росли города — Грац, Штайр, Энс, Марибор, которые получили от герцога торговые привилегии. К этому времени в составе герцогства уже находилась вся территория современной земли Штирия, кроме Санкт-Ламбрехта, принадлежащего Фрайзингу, и ещё ряда небольших церковных владений. Власть герцога опиралась на города и штирийских министериалов, добившихся расширения своих прав в период регентства Кунигунды.
Отакара IV не был женат и наследников не имел. Это заставило его в 1186 году заключить Санкт-Георгенбергский договор с австрийским герцогом Леопольдом V, предусматривающий вечную унию Австрии и Штирии под властью австрийского дома Бабенбергов при сохранении прав и привилегий штирийских сословий. Договор был утверждён собранием штирийских дворян и императором Генрихом VI.
После смерти Отакара IV в 1192 году Штирия потеряла независимость и вошла в состав владений австрийских герцогов.